# Y'Garon
Y'Garon è un demone che vive nell'Universo Marvel, creato da Chris Claremont e Don Heck, è apparso per la prima volta su Giant-Size Dracula 2 (settembre 1974).
Y'Garon si scontra con Dracula.

## Biografia

### Origine
Y'Garon era uno dei Mabdhara, o Maestri, degli N'Garai, e il maggiore della Triade che formò con Y'Bsgloth e Y'Griarth.

### Primi anni
Mentre gli N'Garai furono respinti dopo il loro ritorno sulla Terra nel 20.000 a.C., Y'Garon apparentemente rimase, in forma umana, e osservò la quasi distruzione dell'umanità, durante i cataclismi e le inondazioni come il Grande Cataclisma, il cataclisma avvenne intorno all'8.000 a.C. e un altro si verificò intorno al 3.000 a.C. 

### Età moderna
Si scontrò con Dracula e fu bandito da quest'ultimo.